# Sperone
Sperone község (comune) Olaszország Campania régiójában, Avellino megyében.

## Fekvése
A megye északnyugati részén fekszik. Határai: Avella, Baiano, Pannarano, San Martino Valle Caudina, Sirignano, Summonte és Visciano.

## Története
A települést 1727-ben alapították, miután VII. Károly rendeletére megépült a Nápolyt Pugliával összekötő út. A környékbeli falvak lakosait áttelepítek az út mentén kijelölt területre. A 19. században nyerte el önállóságát, amikor a Nápolyi Királyságban felszámolták a feudalizmust.

## Népessége
A népesség számának alakulása:

## Főbb látnivalói
- Sant’Elia-templom
- Santa Maria Assunta-templom